# Peter Allen (cantautore)
Peter Allen, nato Peter Richard Woolnough (Tenterfield, 10 febbraio 1944 – San Diego, 18 giugno 1992), è stato un cantautore e pianista australiano.

## Biografia
Nato nel Nuovo Galles del Sud, ha intrapreso l'attività nel mondo dello spettacolo, e in particolare del cabaret, negli anni '60.
Nei primi anni '70 alcuni brani da lui composti hanno avuto molto successo. Tra questi anche I Honestly Love You, portato alla ribalta dall'interpretazione di Olivia Newton-John,
Don't Cry Out Loud, coscritta con Carole Bayer Sager e cantata da Melissa Manchester nel 1978, e I'd Rather Leave While I'm in Love, anche questa coscritta con Bayer Sager e resa celebre da Rita Coolidge.
Un altro suo celebre brano, considerato la sua signature song, è I Go to Rio, inserito nell'album Taught by Experts (1976) e coscritto da Adrienne Anderson.
Nel 1980 ottiene successo anche con l'album Bi-Coastal, prodotto da David Foster.
È autore con Christopher Cross del brano Arthur's Theme (Best That You Can Do), inciso da Christopher Cross nel 1981 e vincitore dell'Oscar alla migliore canzone e il Golden Globe per la migliore canzone originale come tema del film Arturo.
Dal 1967 al 1974 è stato sposato con Liza Minnelli.
È morto a soli 48 anni a causa dell'AIDS.

## In altri media
Il musical The Boy from Oz è incentrato sulla sua vita.

## Discografia parziale
- 1971 - Peter Allen
- 1972 - Tenterfield Saddler
- 1974 - Continental American
- 1976 - Taught by Experts
- 1977 - It Is Time for Peter Allen (live)
- 1979 - I Could Have Been a Sailor
- 1980 - Bi-Coastal
- 1982 - The Very Best of Peter Allen / The Best (raccolta)
- 1983 - Not the Boy Next Door
- 1985 - Captured Live at Carnegie Hall (live)
- 1990 - Making Every Moment Count
- 1992 - The Very Best of Peter Allen: The Boy from Down Under (raccolta)
- 2006 - The Ultimate Peter Allen (raccolta)